# Liste der Monuments historiques in Bovel
Die Liste der Monuments historiques in Bovel führt die Monuments historiques in der französischen Gemeinde Bovel auf.

## Liste der Objekte
| Bezeichnung                                        | Beschreibung                                        | Standort                        | Kennzeichnung | Schutzstatus | Datum | Bild |
| -------------------------------------------------- | --------------------------------------------------- | ------------------------------- | ------------- | ------------ | ----- | ---- |
| Skulptur Madonna mit Kind                          | Stein, polychrom gefasst, Ende des 14. Jahrhunderts | in der Kirche Notre-Dame (Lage) | PM35000065    | Classé       | 1948  |      |
| Ölgemälde Saint Bruno adorant le Christ            | 19. Jahrhundert                                     | in der Kirche Notre-Dame (Lage) | PM35001726    | Inscrit      | 1983  |      |
| Kelch                                              | Silber, vergoldet, 1852                             | in der Kirche Notre-Dame (Lage) | PM35001728    | Inscrit      | 1983  |      |
| Monstranz                                          | Silber, vergoldet, 1852                             | in der Kirche Notre-Dame (Lage) | PM35001733    | Inscrit      | 1983  |      |
| Kelch                                              | Silber, vergoldet, 17. Jahrhundert                  | in der Kirche Notre-Dame (Lage) | PM35000781    | Classé       | 1984  |      |
| Ölgemälde auf Holz: Le Martyre d'Etienne Ier, pape | 1849                                                | in der Kirche Notre-Dame (Lage) | PM35000066    | Classé       | 1984  |      |
| Patene                                             | Silber, vergoldet, 1698                             | in der Kirche Notre-Dame (Lage) | PM35001730    | Inscrit      | 1983  |      |
| Taufmuschel                                        | Silber, vergoldet, 1838                             | in der Kirche Notre-Dame (Lage) | PM35001732    | Inscrit      | 1983  |      |
| Gemälde: Tötung der unschuldigen Kinder            | 1849                                                | in der Kirche Notre-Dame (Lage) | PM35003070    | Inscrit      | 1983  |      |
| Ölgemälde: Vierge apparaissant à un mourant        | 19. Jahrhundert                                     | in der Kirche Notre-Dame (Lage) | PM35001727    | Inscrit      | 1983  |      |
| Patene                                             | Silber, vergoldet, 1837                             | in der Kirche Notre-Dame (Lage) | PM35001729    | Inscrit      | 1983  |      |
| Ziborium                                           | Silber, vergoldet, 1855                             | in der Kirche Notre-Dame (Lage) | PM35001731    | Inscrit      | 1983  |      |